# Anthropic
Anthropic PBC je americká startupová společnost zabývající se umělou inteligencí, která byla založena v roce 2021. Anthropic vyvinul rodinu velkých jazykových modelů (LLM) s názvem Claude jako konkurenci pro ChatGPT od OpenAI a Gemini od Google. Podle společnosti se zabývá výzkumem a vývojem AI s cílem „studovat jejich bezpečnostní vlastnosti na technologické hranici“ a využít tento výzkum k nasazení bezpečných modelů pro veřejnost.
Anthropic založili bývalí členové OpenAI, včetně sourozenců Daniely Amodeiové a Daria Amodeie. v září 2023 oznámila společnost Amazon investici ve výši až 4 miliard dolarů, v následujícím měsíci se k ní zavázala společnost Google ve výši 2 miliard dolarů.